# Takayuki Isobe
Takayuki Isobe (japanisch 磯辺 隆之, Isobe Takayuki; * 1. Juni 1959) ist ein ehemaliger japanischer Sprinter, der sich auf den 400-Meter-Lauf spezialisiert hatte.
1981 siegte er bei den Leichtathletik-Asienmeisterschaften mit seiner persönlichen Bestzeit von 46,72 m. Beim Leichtathletik-Weltcup in Rom wurde er sowohl im Einzelbewerb wie auch mit der asiatischen Mannschaft in der 4-mal-400-Meter-Staffel Neunter.
Er studierte an der Universität Tsukuba.